# Nina Dury
Nina Dury (* 16. Januar 2004 in Dijon, Frankreich) ist eine französische Handballspielerin, die für den französischen Erstligisten Jeanne d’Arc Dijon Handball aufläuft.

## Karriere

### Im Verein
Dury spielte ab der Saison 2019/20 für die zweite Mannschaft von Jeanne d’Arc Dijon Handball, mit der sie in der dritthöchsten französischen Spielklasse antrat. Nachdem die Außenspielerin in der Saison 2021/22 insgesamt sieben Spiele in der Erstligamannschaft von Jeanne d’Arc Dijon Handball bestritten hatte, unterschrieb sie ihren ersten Profivertrag. Mit Jeanne d’Arc Dijon Handball stand sie in der Saison 2024/25 im Final Four der EHF European League.

### In der Nationalmannschaft
Nina Dury gehörte dem Kader der französischen Jugendnationalmannschaft an, mit der sie an der U-17-Europameisterschaft 2021 und an der U-18-Weltmeisterschaft 2022 teilnahm. Anschließend lief sie für die französische Juniorinnennationalmannschaft bei der U-19-Europameisterschaft 2023 und bei der U-20-Weltmeisterschaft 2024 auf. Bei der U-20-WM 2024 gewann sie mit der französischen Auswahl den Titel. Am 6. März 2025 gab sie ihr Länderspieldebüt für die französische A-Nationalmannschaft gegen die deutsche Auswahl.